# Arijan Komazec
Arijan Komazec (Zadar, 23. januar 1970) je bivši jugoslovenski i hrvatski profesionalni košarkaš.
Visok je 2,01 m,a igrao je na pozicijama beka i krilnog centra.
Bio je član jugoslovenske, a posle osamostaljenja hrvatske košarkaške reprezentacije. Bio je član ekipe koja je osvojila srebrnu medalju na Olimpijskim igrama 1992. u Barseloni. Takođe je sa hrvatskom reprezentacijom osvojio bronzanu medalju 1993. i 1995. na Evropskom prvenstvu.
Sa ekipom Panatinaikossa osvojio je kup Grčke. S ekipom Kindera osvojio je Kup Italije 1997, a superkup Italije 1995. Sa Zadrom je osvojio 2000. Kup Krešimira Ćosića. Sa Olimpijakosom 1999. godine je igrao Turnir četvorice (Fajnal for) Evrolige.
U sezoni 2000/01. trebalo je da bude član ekipe Memfis Grizlisi, ali tu je proveo samo mesec dana a da nije odigrao ni jednu NBA utakmicu.
Kao član reprezentacije Hrvatske 1992. godine dobitnik je Državne nagrade za sport "Franjo Bučar".

## Bivši klubovi
- KK Zadar (1986—1992)
- KK Panatinaikos (1992—1993)
- KK Vareze (1993—1995)
- Virtus Bolonja (1995—1997)
- KK Vareze (1997—1998)
- KK Olimpijakos (1998—1999)
- KK Zadar (1999—2000)
- AEK Atina (2001)
- Avelino (2003—2004)

## Medalje sa reprezentacijom

#### Olimpijske igre
- SREBRO Barselona 1992.

#### Svetska prvenstva
- ZLATO Buenos Aires 1990. (SFRJ)
- BRONZA Toronto 1994.

#### Evropska prvenstva
- ZLATO Rim 1991.(SFRJ)
- BRONZA Nemačka 1993.
- BRONZA Atina 1995.